# Santana do Jacaré
Santana do Jacaré este un oraș în Minas Gerais (MG), Brazilia.